# Törőcsik Mari
Törőcsik Mari (Pély, 1935. november 23. – Szombathely, 2021. április 16.) a Nemzet Színésze és a Nemzet Művésze címmel kitüntetett, háromszoros Kossuth-, kétszeres Jászai Mari- és Balázs Béla-díjas színművésznő, érdemes és kiváló művész. A Halhatatlanok Társulatának örökös tagja.
Törőcsik Mari a magyar kulturális élet legtöbbet díjazott művésze volt. Azon kevesek egyike, akik díjat nyertek a cannes-i fesztiválon is. 2017-ben a Forbes őt választotta a 4. legbefolyásosabb magyar nőnek a kultúrában.

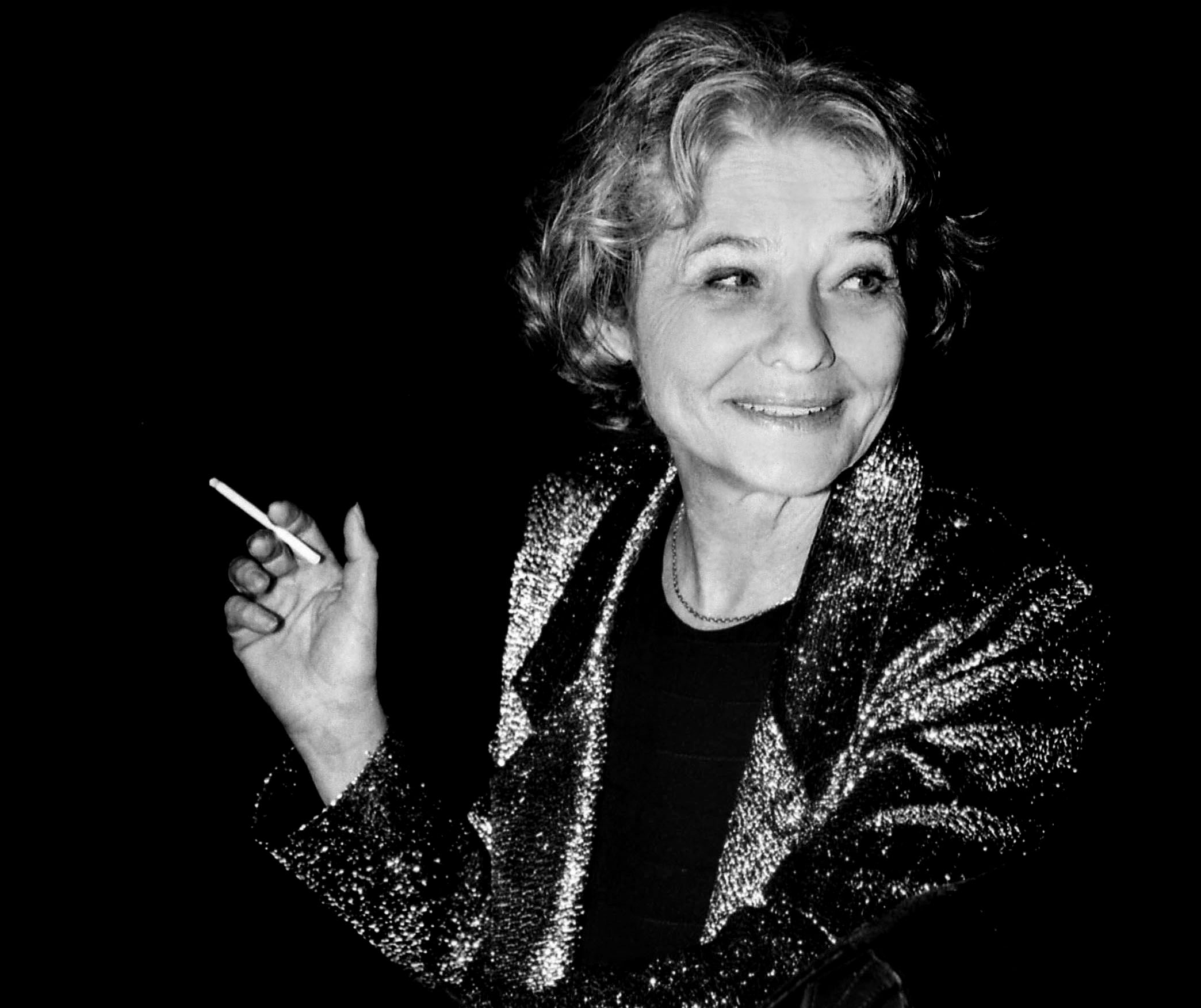
Rózsavölgyi Gyöngyi felvétele

## Élete
1935-ben a Heves vármegyei Pély községben született Törőcsik Marián néven, katolikus család öt gyermeke közül másodikként. (Egy forrás szerint a különleges keresztnév úgy született, hogy a jegyző a bediktált Mariann nevet tévedésből Mariánnak írta be.) Szülei pedagógusok, édesapja iskolaigazgató volt Pélyen.
Apja, Törőcsik Joachim parasztcsaládba született, ám jó tanulmányi előmenetelének köszönhetően tanári pályát választhatott. Két leánya már megvolt, amikor a második világháborúban behívták katonának, a keleti fronton harcolt, majd hadifogságba esett. Falujában már lemondtak róla, de családja sokat imádkozott hazatéréséért. Végül 1946-ban tért haza a szovjet fogságból. Az új hatalom fasisztaként kezelte, ávósok zaklatták, kifosztották, majd igazgatói állásából is eltávolították.
Anyja, Rusz Julianna Hevesvezekényben született. A sokat olvasó, vallásos falusi tanítónőt felnőttként is sokan Jucóka néninek szólították a faluban.
A kis Törőcsik Mariann 15 éves koráig Pélyen nevelkedett. „Az én gyerekkorom szebb volt, mint szép: gyönyörű volt.” – emlékezett idős korában. Legemlékezetesebb élményei az óriási kertben elköltött uzsonnák, mezítlábas fáramászás, téli lovas szánkázások, édesanyja különleges kalapjai és cipői voltak. „Állítom, hogy a megye legelegánsabb asszonya az én anyám volt. A divat sosem érdekelt, de a cipőket és a kalapokat miatta szeretem.” A háború idején, kisgyermekként, a lábát kis híján eltalálta egy lövedék, amikor a bunkerből előbújva megcsodálta a Pély felett elszálló  harci repülőgépeket. Nem egészen hatéves korától járt iskolába. Nagyapja kis mozit üzemeltetett Pélyen, ahol Mariann sok filmet nézett, gyermeki ábrándjaként híres színésznő akart lenni. 11 éves volt, amikor apja visszatért a hadifogságból. Középiskolában – anyja és nővére példáját követve –  Egerben a Szent Orsolya-rend iskolájában és az angolkisasszonyok bentlakásos intézetében tanult, a Sancta Maria Általános Iskola és Leánygimnáziumban. Az államosításkor, az apácarendek feloszlatásakor iskolája megszűnt. Tanulmányai folytatására a békéstarhosi zenei gimnáziumba jelentkezett, előfelvételt nyert, de végül inkább a budapesti Alkotmány utcai közgazdasági gimnáziumba iratkozott be. Országos gépíróbajnoki címet nyert, majd jelesre érettségizett.
1954 és 1958 között a Színház- és Filmművészeti Főiskola növendéke volt, tanulmányait operett szakon kezdte. A születésekor kapott Törőcsik Marián helyett a Törőcsik Mariann nevet használta, de Fábri Zoltán kérése után, Krencsey Marianne javaslatára „Mari” lett, hogy a nézők könnyebben megjegyezzék a nevét és hogy ne keverjék őket össze. (Krencseyvel 1957-től kezdve több filmben játszottak együtt). Más forrás szerint a „Mari” művésznevet Hegyi Barnabás, a Körhinta operatőre javasolta, Jászai Marira hivatkozva. 1958 és 1979 között a budapesti Nemzeti Színházban játszott. Színházi kiugrására 1968-ig kellett várni, ekkor mutatta be a Katona József Színház (akkor a Nemzeti kamaraszínháza) Zorin Varsói melódia című darabját. A kétszemélyes játékot Iglódi István rendezte, a játszótárs Sztankay István volt. Igazi színházi revelációt jelentett mind a „nagyérdemű", mind a szakma körében.
1976-ban a Déryné hol van? című filmben nyújtott alakításáért elnyerte a legjobb színésznőnek járó díjat a cannes-i fesztiválon. A film hazánkban nem lett sikeres, az Amerikai Egyesült Államokban, Olaszországban és Franciaországban viszont, ahol „Mrs. Dery Where Are You?" címmel vetítették a mozik, „Mari Törőcsik"-ként még ma is emlékeznek a színésznőre. A filmet a 2013 decemberében elhunyt férje, Maár Gyula rendezte.
1979–80-ban ő volt a győri Kisfaludy Színház (jelenlegi nevén Győri Nemzeti Színház) művészeti vezetője. Ezután 1980 és 1990 között a Mafilm színtársulatának, 1990 és 1993 között a szolnoki Szigligeti Színháznak volt a tagja. A Művész Színház után 1993–94-ben ő volt a Thália Színház igazgatója. Több alkalommal vendégszerepelt a budapesti Katona József Színházban.
1989 és 1992 között a Magyar Színészkamara elnöke volt. 1989–1994 között az Aase-díj kuratóriumának tagja. A Színház- és Filmművészeti Főiskolán docensként tanított. 2002 óta újra a Nemzeti Színház tagja.
Első házassága adminisztratív funkciójú volt, mindössze három hétig tartott. Második férje Bodrogi Gyula (1956–1964 között), akivel 1956. december 7-én Budapesten, a VIII. kerületben kötött házasságot, harmadik férje Maár Gyula rendező volt (1972–2013 között). Vele közös gyermeke az 1973-ban született Teréz.
„Olyan érzése van az embernek, hogy Mari kivett egy szabadnapot, hogy megszülje Terézt… De nem így van! Teréz 1973. március 20-án született. Előző évben, ahogy mondja, A Szecsuánit játszottam, amiben dobogóról le, dobogóra fel rohangáltam. Akkor azt mondtam, ötödik hónaposan ezt már nem csinálhatom. Pontosan emlékszem, 1972. október 30-án játszottam utoljára. […] Aztán 1973-ban megszületett Teréz, és ősszel már játszottam.”
Az 1970-es években egy vietnámi kisfiút fogadtak örökbe, és neveltek. A Son névre hallgató fiú később visszatért Vietnámba.
Három évig élt együtt Tordy Géza színművésszel is (1964–1967). Később egy évig élt együtt Iglódi István színész-rendezővel is, kapcsolatukat nem vállalták nyilvánosan.

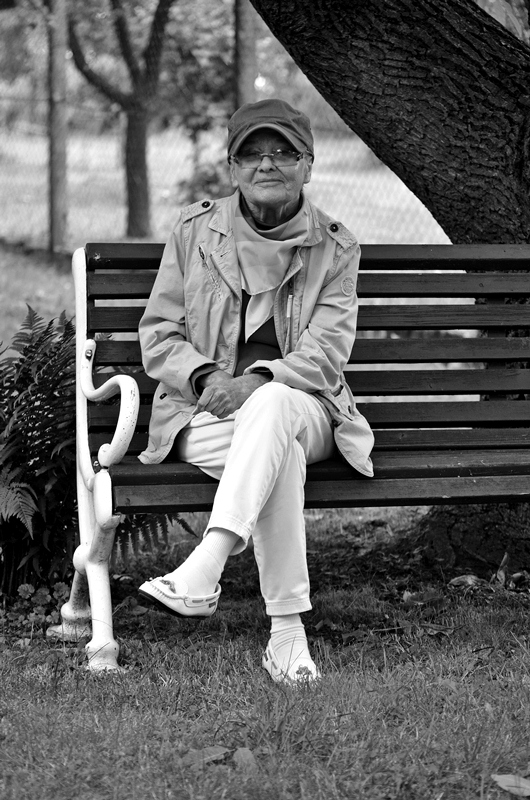
Stekovics Gáspár felvételén

2008. október 14-én délelőtt egy kórházi rutinvizsgálat közben összeomlott a vérkeringése, szíve pedig megállt, kómába esett. Sikerült újraindítani a szívműködését, és mélykómában altatni. Azonnal átszállították a Kútvölgyi Úti Oktatókórházba, ahol dr. Iványi docens vezetésével napokig küzdöttek az életéért. Gépek segítették szervezetének működését. A szinte általános orvosi vélemény ellenére, csodával határos módon tudata, emlékezőképessége, mozgásképessége visszatért. Emberfeletti akarat- és életerővel gyógyulni kezdett. A 2009-es Filmszemle megnyitóján mondta: „Nagyon messziről jövök. De visszajöttem!” Az eset után leküzdötte erős függőségét a dohányzástól.
2011-ben róla nevezték el Nagytálya település faluházát. Ugyanebben az évben megjelent az elsőfokon súlyos testi sértést okozó, ittas állapotban elkövetett járművezetés bűntettében elítélt Stohl András közlekedési ügyében indult büntetőtárgyaláson és Alföldi Róbert, Bodrogi Gyula, Garas Dezső, Kern András, Kulka János és Sváby András társaságában tüntetőleg állt ki a műsorvezető mellett.
2016-tól a Jóra Való Törekvés Alapítvány fővédnöke és társelnöke volt Kellár F. János Immánuellel.
A 2017. év elejétől egy éven keresztül a szombathelyi Markusovszky kórházban kezelték, legyengült egészségi állapota miatt. 2018 januárjában térhetett haza velemi otthonába.
Évtizedek óta a Vas megyei Velem lakója volt, ahol 1973-ban járt először. 2018-ban a település díszpolgára lett.
2020-ban arról nyilatkozott, hogy nem lép többet színpadra. 2021 márciusában ismét beszállították a szombathelyi kórházba, ahol tüdőgyulladással kezelték hetekig. Bár állapota javulást mutatott, 2021. április 16-a hajnalán elhunyt.
A Nemzeti Színház közlése szerint a művésznőt 2021. április 22-én búcsúztatták el. Törőcsik Mari végakarata szerint Bokros Levente lelkipásztor beszentelte a művésznő hamvait, amit azután a lánya, Teréz, és párja, Zoltán Pély községnél a Tiszába szórtak.

## Filmszerepei

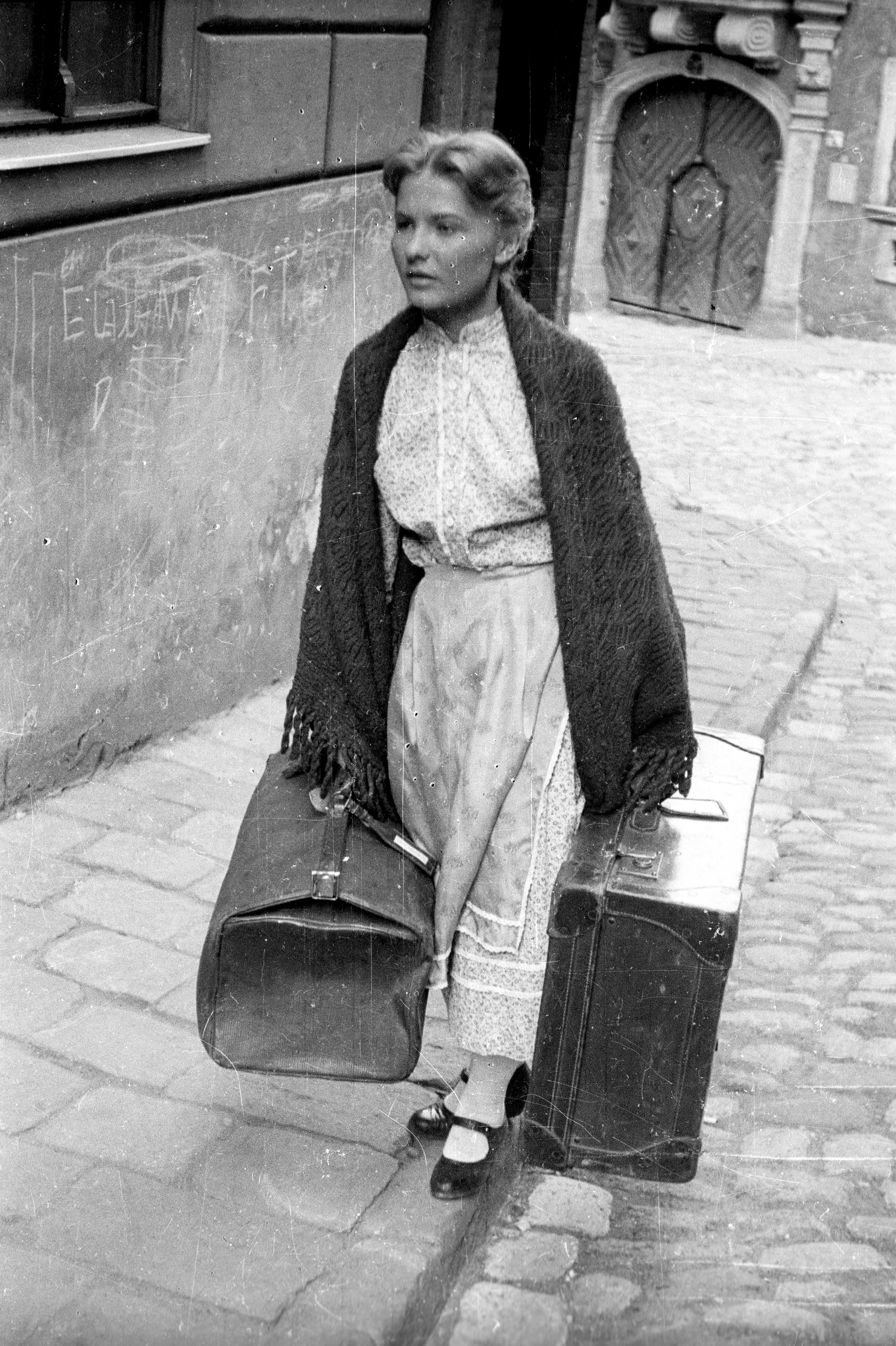
Az Édes Anna című filmben (1958)

- Aurora Borealis – Északi fény (2017) …. Mária
- Nincs kegyelem (2016)  …. főbérlő
- Halj már meg! (2016) …. mama
- Kossuthkifli (2015) (tv) …. Hammas Erzsó
- A szarvassá változott fiú (2014)
- Swing (2014) …. Emmi
- Kaland (2011)
- Ideje az öregségnek (2011)
- Így ahogy vagytok (2010)
- Eszter hagyatéka (2008)
- Töredék (2007)
- Noé bárkája (2007) …. Csoltinné
- Csodálatos vadállatok (2005) (tv) …. asztrológusnő
- Egyetleneim (2005) …. idős hölgy
- A fény ösvényei (2005) …. nagymama
- Telitalálat (2003) …. mama
- Egy hét Pesten és Budán (2003) …. Mari
- Sobri (2002) …. Mari néni
- Nobel (2001) …. Inge Dietrich
- A napfény íze (1999) …. idősebb Kató
- Hosszú alkony (1997) …. idős asszony
- Apa győz (1997)
- Le violon de Rothschild (1996) …. Marfa
- Crime impuni (1995) (tv) …. Madame Lange
- A részleg (1995) …. narrátor
- „Éretlenek" (1995) (tv-sorozat) …. Alíz
- Vigyázók (1993) …. Edit anyja
- Hoppá (1993) …. Kati
- Indián tél (1993) …. Tamás anyja
- A turné (1993) …. Madarász Helga
- A skorpió megeszi az ikreket reggelire (1992) …. Maskó
- Csapd le csacsi! (1992) …. Lojzi, Mama
- A nyaraló (1992) …. idős hölgy
- Tiszazug (1991) (tv) …. Képesné
- Mio caro dottor Gräsler (1991) …. Mrs. Von Schleheim
- A Biblia (1990) (tv) …. nagymama
- Eszterkönyv (1990)
- Napló apámnak, anyámnak (1990)
- Music Box (1989) …. Magda Zoldan
- A hecc (1989) …. öregasszony
- Peer Gynt I. – II. (1988) (tv)
- A montmartrei ibolya (1988) (tv)
- Mikola a Mikolko (1988)
- Szamárköhögés (1987) …. Nagyi
- Csinszka (1987) (tv) ….
- A rejtőzködő (1985) …. Anya
- Anna es Anton (1985) (tv) …. Anna
- A nagymama (1985) (tv) …. Langó Seraphine
- Első kétszáz évem (1985) …. A filmcézár felesége
- Rafinált bűnösök (1984) (tv) …. Bukláné, mosónõ
- Az ezerkettedik éjszaka 1984 (tv) …. Jatumak
- A hattyú halála (1984) (tv)
- Klapka légió (1983) (tv) …. Szidónia
- Visszaesők (1983) …. Juli anyja
- A csoda vége (1983)
- Felhőjáték (1983)
- Szegény Dzsoni és Árnika (1983) …. Százarcú boszorkány
- Szerencsés Dániel (1983) …. Erdélyiné
- Humorista a mennyországban (1982)
- Zizi (1982)
- Női kezekben (1981)
- Színes tintákról álmodom (1980)
- Két történet a félmúltból (1980)
- Cseresznyéskert (1979) (tv)
- A téglafal mögött (1979) ….
- Drága kisfiam (1978)
- Kinek a törvénye? (1978) …. Rózsika
- Ki látott engem? (1977) …. Imre anyja
- Teketória (1976) …. Teréz
- A lőcsei fehér asszony (1976) (tv) …. Géczy Julianna
- Déryné, hol van? (1975) …. Déryné
- Várakozók (1975) …. Klára, az Anya
- Muzsika az éjszakában (1975) (tv) …. Purczovics Helén
- Hogyan viseljük el szerelmi bánatunkat? (1975) (tv)
- Szerelmem, Elektra (1974) …. Elektra
- Szarvassá vált fiúk (1974) …. Etel
- Kínai kancsó (1974) (tv) …. az Asszony
- Végül (1974) ….
- Irgalom (1973) (tv)
- Jó estét nyár, jó estét szerelem (1972) …. Varga Veronika
- Harminckét nevem volt (1972) …. Forrainé
- Macskajáték (1972) …. Maid
- Volt egyszer egy család (1972) …. Erzsi
- Trotta (1971)
- A danaida (1971) (tv) …. Kati
- Hangyaboly (1971) …. Virginia
- Holt vidék (1971) …. Juli, Kántorné
- Prés (1971) …. Teréz
- Szerelem (1971) …. Luca
- Egy őrült éjszaka (1970) …. Évike
- Mérsékelt égöv (1970)
- N.N., a halál angyala (1970) …. Navratil Nusi, taxisofőr
- Utazás a koponyám körül (1970)
- A Pál utcai fiúk (1969) …. Nemecsek anyja
- Szemüvegesek (1969) …. Mari
- A bíró és a hóhér (1968)  …. Schönlerné
- Kártyavár (1968) …. Koller Éva
- Türelmetlen szeretők (1968) (tv)  …. Kati
- Holdudvar (1968) …. Balassáné - Edit
- Szeressétek Odor Emiliát! (1968) …. illemtanárnő
- Csend és kiáltás (1967)
- A gépírók (1967) (tv) …. Sylvia
- Mocorgó (1967) (tv) …. Judit
- Jaguár (1967/I) …. Tavaszmezei Panna
- És akkor a pasas… (1966) …. Mara
- Tűvétevők (1966) (tv)
- Othello Gyulaházán (1966) (tv) …. Viola
- Sikátor (1966) …. Gabi
- Törékeny boldogság (1966) – Piroska
- Anna három apja (1965) (tv) …. Anna
- Nem (1965) …. Éva
- Tilos a szerelem (1965) …. Klári
- Négy lány egy udvarban (1964) …. Lenke
- Szeptember (1963) (tv) …. Márti
- Bálvány (1963) …. Drahos Vera
- Pacsirta (1963) …. Margit
- Párbeszéd (1963) …. Éva
- Ezer év (1963) …. Szabó Anna
- Májusi körhinta (1962) (tv)
- Elveszett paradicsom (1962) …. Mira
- Házasságból elégséges (1962) …. Szöszi
- Isten őszi csillaga (1962) …. Király Aranka
- Az ígéret földje (1961) …. Krizs Ica
- Mindenki gyanús (1961) (tv) ….  Szlucsik Emerencia
- Légy jó mindhalálig (1960) …. Bella
- Két emelet boldogság (1960) …. Kati, Farsang felesége
- Toldi Tihanyban (1960) (tv) …. Marika
- Három csillag (1960)
- Gyalog a mennyországba (1959) …. Vera
- Álmatlan évek (1959) …. Kató
- Kard és kocka (1959) …. Pólika
- Kölyök (1959) …. Kölyök, Varga Borbála
- Szent Péter esernyője (1958) …. Bélyi Veronika
- Édes Anna (1958) …. Édes Anna
- Vasvirág (1958) …. Cink Vera
- Két vallomás (1957) …. Erzsi
- Külvárosi legenda (1957) …. Benkőné, Annus
- Körhinta (1956) …. Pataki Mari

## Fontosabb színházi szerepei

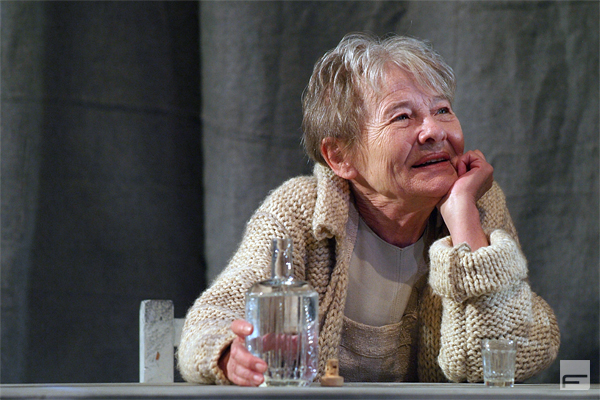
A bunda című előadásban (2006)

- Shakespeare: Vízkereszt, vagy amit akartok (Viola, Mária) 
  - Rómeó és Júlia (Angela, Júlia dajkája)
  - Lear király (Cordelia)
  - Téli rege ˙(Hermione)
- Arbuzov: Tánya (Tánya)
- Vörösmarty: Csongor és Tünde (Tünde)
- Móricz: Úri muri (Rozika)
- Ibsen: Peer Gynt (Solvejg)
- Tolsztoj: Háború és béke (Natasa)
- Osztfovszkij: Vihar (Katyerina)
- Zorin: Varsói melódia (Helga)
- Peter Weiss: A luzitán szörny (3. beszélő)
- Peter Hacks: Szép Heléna (Heléna)
- Bulgakov: Iván, a rettentő (Zinajda Mihajlovna)
- Brecht: A szecsuáni jólélek (Sente Sui Ta) 
  - Kurázsi mama (címszerep)
  - A vágóhidak Szent Johannája (Johanna Dark)
  - Egy fő az egy fő (Leokádia Begbich)
- Brecht–Weill: Koldusopera (Celia)
- Edward Albee: Mindent a kertbe (Jenny)
- Beckett: Ó, azok a szép napok! (Winnie)
- Németh László: Szörnyeteg Amál
- Lajtai–Békeffi: A régi nyár (Mária)
- Örkény István: Macskajáték (Egérke)
- Goldman: Az oroszlán télen (a királyné)
- Bellon: Csütörtöki hölgyek (Marie)
- Wesker: Gyökerek (Beatrice Bryant)
- Bornemisza Péter: Magyar Elektra (Elektra)
- Giraudoux: Chaillot bolondja (Aurélia)
- Dosztojevszkij–Vasziljev: A nagybácsi álma (Maria Alekszandrovna Moszkaljova)
- Tennessee Williams: Üvegfigurák (Anna Wingfield)
- Feydeau: Osztrigás Mici (Gabrielle)
- Ionesco: A székek (öregasszony)
- Csehov: Cseresznyéskert (Ljubov Andrejevna, Ranyevszkaja)
- Schwajda György: Csoda (Bíborka)
- Eörsi István: Az interjú (Gertrúd)
- García Márquez–Schwajda: Száz év magány (Ursula)
- Beaumarchais: Figaro házassága (Marcelina)
- Tóth Ede: A falu rossza (özv. Feledi Gáspárné)
- Enquist: Képcsinálók (Lagerlöf Zelma)
- Marguerite Duras: Naphosszat a fákon (Az anya)[40]
- Beaumarchais: Figaró házassága, Marcelina Maladype Színház, Rendező Zsótér Sándor
- Makszim Gorkij: Éjjeli Menedékhely (Luca, vándor) – Nemzeti Színház, rendező: Viktor Rizsakov
- Ibsen: Brand (Brand anyja, Gerd) – Nemzeti Színház, rendező: Zsótér Sándor
- Juhász Ferenc: A szarvassá változott fiú – Nemzeti Színház, rendező: Vidnyánszky Attila
- Bacsó Péter–Makk Károly–Hunyady Sándor: A vöröslámpás ház (Mama) Kaposvári Budapesti Operettszínház, rendező: Tasnádi Csaba. A bemutató időpontja: 1995. február 3.
- Brecht: Galilei élete (73 éves Galilei) – Nemzeti Színház, rendező: Zsótér Sándor

Mint vendég a Budapesti Katona József Színházban
- Petrusevszkaja: Három lány kékben (Fjodorovna)
- Spiró György: Csirkefej-felújítás (vénasszony)
- Csehov: Cseresznyéskert (Ranyevszkaja)
- Weöres Sándor: Szent György és a sárkány (Inganga)
- Schimmelpfennig: Előtte-utána

Mint vendég a Vígszínházban
- Hanoch Levin: Átutazok (Bobe Globcsik)
- Kornis Mihály: Kozma (Böbe)
- Albert Camus: Ördögök (Varvara Sztavrogina)

## Szinkronszerepei
- Légy szép és tartsd a szád! (Soi belle et tais-toi) [1958]
- Hajnali négykor (Four in the Morning) [1965] – feleség (Judi Dench)
- A hazugság hálójában (L' heure de la vérité) [1965]
- Nem félünk a farkastól (Who's Afraid of Virginia Woolf?) [1966] – Honey (Sandy Dennis)
- Egy erkölcstelen férfi (L'immorale) [1967] – Giulia Masini (Renée Longarini)
- Találd ki, ki jön vacsorára! (Guess Who's Coming to Dinner) [1967] – Christina Drayton (Katharine Hepburn)
- A bostoni fojtogató (The Boston Strangler) [1968] – Irmgard DeSalvo (Carolyn Conwell)
- Lear király (Korol Lir) [1971] – Cordelia (Valentina Shendrikova)
- Kardiogram [1972] – Teresa (Anna Seniuk)
- Kényes egyensúly (A Delicate Balance) [1973] – Agnes (Katharine Hepburn)
- Akasztani való bolond nő (Folle à tuer) [1975] – Julie Ballanger (Marlène Jobert)
- Drága kisfiam [1978] – Klári
- Music Box [1989] – Zoltán Magda
- Égető Eszter [1989] – Égető Eszter (Inna Csurikova)
- Agglegény (Mio caro dottor Gräsler) [1991] – Frau Schleheim
- A világ végéig (Bis ans Ende der Welt) [1991] – Edith Farber (Jeanne Moreau)

## Cd-k és hangoskönyvek
- Csalog Zsolt: Parasztregény
- Farkas Ferenc–Ják Sándor: Maki és Muki
- Törőcsik Mari kedvenc Pilinszky versei
- Füves könyv

## Hangjátékok
- Vagyim Kozsevnyikov: Ismerjék meg Balujevet! (1961)
- Eich, Günther: A viterbói lányok (1965)
- Sipos Tamás: A döntő gól (1965)
- Csokonai Vitéz Mihály: Karnyóné, vagyis a vénasszony szerelme (1969)
- Homérosz: Odüsszeia (1970)
- Ödön von Horváth: Kazimir és Karolina (1970)
- Hubay Miklós: Tüzet viszek (1975)
- König, Eduard: Emberek a pálmafán (1976)
- Basar Sabuncu: A megtiszteltetés (1978)
- Kopányi György: Lekésett szüret (1978)
- Őrsi Ferenc: Legenda a kapitányról (1978)
- Maár Gyula: Gyilkos van a padláson (1979)
- Janicki, Jerzy: Halálos ítélet (1981)
- Bárány Tamás: Egy boldog família (1983)
- Bárdos Pál: Volt itt egy asztalos (1983)
- Herman Heijerman: Remény (1983)
- Vészi Endre: A lepecsételt lakás (1983)
- Fazekas Mihály-Schwajda György: Lúdas Matyi (1984)
- Bárdos Pál: A Kancsal és a démonok (1985)
- Eliot, T.S.: Átokföldje (1986)
- Jesih, Milan: Koloratúra (1986)
- Németh László: Irgalom (1987)
- Spiró György: Csobogás (1987)
- Márton László: Az istennő fia (1988)
- Móricz Zsigmond: A vadkan (1988)
- Weöres Sándor: Szent György és a sárkány (1990)
- Bodor Ádám: A részleg (1992)
- Camus, Albert: Félreértés (1992)
- Gothár Péter: Menekülés az este elől, avagy a felboncolt szív (1993)
- Biblia – Új testamentomi históriák Kazinczy Ferenc szavaival  (1996)
- Jaroslav Hasek: Svejk, egy derék katona kalandjai a világháborúban (1997)
- Henry James: A csavar fordul egyet (2000)
- Hunyady Sándor: Géza és Dusán – narrátor (2000)[41]
- Sári László–Szemző Tibor: Csoma-legendárium[42] – mesélő (2004)

## Díjai és kitüntetései
- Balázs Béla-díj (1959)
- Farkas–Ratkó-díj (1960)
- Jászai Mari-díj (1964, 1969)
- Magyar Filmkritikusok Díja – Legjobb női alakítás díja (1967, 1969, 1971, 1976, 1998)
- Érdemes művész (1971)
- Chicago: legjobb női alakítás díja (1971)
- Karlovy Vary: Legjobb női alakítás díja (1972)
- Kossuth-díj (1973, 1999)
- SZOT-díj (1975)
- Cannes-i Nemzetközi Filmfesztivál legjobb női alakítás díja (1976)
- Taormina: Legjobb női alakítás díja (1977)
- Kiváló művész (1977)
- Pro arte-díj (1981)
- Magyar Művészetért díj (1989)
- Országos Színházi Találkozó legjobb női alakítás díja (1991)
- Déryné-díj (1993)
- A Magyar Köztársasági Érdemrend középkeresztje (1995)
- Salernói 50. Nemzetközi Filmfesztivál legjobb női alakítás díja (1997)
- Madridi Nemzetközi Filmfesztivál legjobb női alakítás díja (1997)
- Örökös tag a Halhatatlanok Társulatában (1997)
- A Nemzet Színésze (2000)
- Gundel művészeti díj (2002)
- Súgó Csiga díj (2002)
- Pécsi Országos Színházi Találkozó (POSZT) – Legjobb színésznő (2002)
- Prima díj (2003)
- Európa-díj (2004)
- Budapest díszpolgára (2005)
- Pély díszpolgára (2005)[43]
- Hazám-díj (2006)
- Jubileumi Prima Primissima díj (2007)
- Páger Antal-színészdíj (2008)
- Barátságért érdemrend (2011) – orosz állami kitüntetés
- Pepita-díj – arany fokozat (2013)
- Emberi Méltóságért-díj (2013)
- A Nemzet Művésze (2014)
- Kölcsey-emlékplakett (2015)
- Újbuda díszpolgára (2016)
- Magyar Művészeti Akadémia Nagydíja (2017)
- Velem díszpolgára (2018)
- Mága Zoltán – Budapesti Újévi Koncert – Gáladíj (2019)
- Kossuth-nagydíj (2019)
- Vas megye díszpolgára (2019)
- Magyar Toleranciadíj (2020)
- Széchenyi-örökség Okmánya (2020)[44]

Életműdíjak: Sorrento 1971; Karlovy Vary-i Nemzetközi Filmfesztivál 1978; Cannes Mandragora-díj 1983; Magyar Filmszemle 1994; Trencsén-Tepplitzi Nemzetközi Art Filmfesztivál 1998, Várna 2000, VOXCar-díj 2004; Színházi Kritikusok Céhe 2011, * Arany Medál díj 2011. Erdélyi Nemzetközi Filmfesztiválon (TIFF) 2012; Magyar Operatőrök Társaságának Életműdíja (2015), Szenes Iván-életműdíj (2016), Emberi Hang-életműdíj (2017).

## Könyvek
- Molnár Gál Péter: Törőcsik Mari (1975)
- Törőcsik Mari; szerk. Gaál Katalin; Mokép, Bp., 1977 (A színész arca)
- Vasrózsa. Beszélgetés Törőcsik Marival; riporter Szabó G. László; Madách-Posonium, Pozsony, 1998
- Földes Anna – Kőháti Zsolt: Törőcsik Mari – Film – színház – szerepek (2006)
- Vincze Mátyás – Keleti Éva: Törőcsik Mari (2009)
- Szabó G. Lászlóː Körhintamenet. Beszédes könyv Törőcsik Mariról; Kalligram, Pozsony, 2013
- Szenkovits Péterː A Jóisten tenyerén. Törőcsik Mari; Szenkovits Péter, Harasztifalu, 2016
- Törőcsik Mari. Bérczes László beszélgetőkönyve; Európa, Bp., 2016
- Mészáros Márta–Pataki Éva–Törőcsik Mari: Aurora borealis; Athenaeum, Bp., 2017
- Mészáros Márta–Pataki Éva–Törőcsik Mari: Aurora borealis; 2. jav. utánny.; Athenaeum, Bp., 2018

## Emlékezete
- 2011-ben róla nevezték el Nagytálya település faluházát.[25]
- 2022-ben halálának első évfordulóján Újbudán egy parkot neveztek el róla. Törőcsik Mari 2005-ben Budapest díszpolgárságát is elnyerte. Ez a cím tette lehetővé, hogy az általános, 5 éves szabálytól eltérően már a halálát követő évben közterületet nevezhessenek el róla.[48]
- 2022 júniusában utcát neveztek el róla Velemben, ahol az utolsó éveit élte.[49]